# 各務東町工業団地
各務東町工業団地（かかみひがしまちこうぎょうだんち）は、岐阜県各務原市各務東町5丁目にある工業団地。

## 概要
- 各務原アルプスの北山の麓、各務東町5丁目にある工業団地である。分譲面積は9.4ha[1]。1995年（平成7年）3月完成[1]。

## 主な進出企業
- 知多鋼業
- レプトン
- フジミインコーポレーテッド